# Kirchberg (Sachsen)
Kirchberg este o comună din landul Saxonia, Germania. Deoarece există mai multe localități cu acest nume, când e necesar se precizează Kirchberg (Sachsen) = Kirchberg (Saxonia).
1. ↑  Alle politisch selbständigen Gemeinden mit ausgewählten Merkmalen am 31.12.2018 (4. Quartal) (în germană), Statistisches Bundesamt[*], arhivat din original la 10 martie 2019, accesat în 10 martie 2019